# Cykling under sommer-OL 2020 – Enkeltstart (damer)
Landevejscyklingens enkeltstart for damer under Sommer-OL 2020 fandt sted onsdag den 28. juli 2021.
Ruten var 22,1 km lang og startede og sluttede på Fuji International Speedway stadion. De første 2,7 km blev kørt på Fuji Speedway, hvorefter der blev kørt ud på en rundstrækning, der indeholdte en enkelt mindre stigning på 5,4 km og en stigning på 221 meter. Efter stigningen var der nedkørsel i 5,2 km indtil indkørslen til Fuji Speedway, hvor de sidste 6,6 km blev tilbagelagt.

## Resultater
| Placering                        | Rygnummer | Rytter                    | Nation                   | Tid      | Forskel    |
| -------------------------------- | --------- | ------------------------- | ------------------------ | -------- | ---------- |
| 1                                | 6         | Annemiek van Vleuten      | Holland                  | 30:13.49 |            |
| 2. plads, sølvmedaljemodtager(e) | 3         | Marlen Reusser            | Schweiz                  | 31:09.96 | + 56.47    |
| 3                                | 1         | Anna van der Breggen      | Holland                  | 31:15.12 | + 1:01.63  |
| 4                                | 5         | Grace Brown               | Australien               | 31:22.22 | + 1:08.73  |
| 5                                | 7         | Amber Neben               | USA                      | 31:26.13 | + 1:12.64  |
| 6                                | 4         | Lisa Brennauer            | Tyskland                 | 32:10.71 | + 1:57.22  |
| 7                                | 2         | Chloé Dygert              | USA                      | 32:29.89 | + 2:16.40  |
| 8                                | 10        | Ashleigh Moolman          | Sydafrika                | 32:37.60 | + 2:24.11  |
| 9                                | 13        | Juliette Labous           | Frankrig                 | 32:42.14 | + 2:28.65  |
| 10                               | 9         | Elisa Longo Borghini      | Italien                  | 33:00.89 | + 2:47.40  |
| 11                               | 20        | Sarah Gigante             | Australien               | 33:01.60 | + 2:48.11  |
| 12                               | 15        | Leah Kirchmann            | Canada                   | 33:01.64 | + 2:48.15  |
| 13                               | 14        | Lisa Klein                | Tyskland                 | 33:01.97 | + 2:48.48  |
| 14                               | 22        | Karol-Ann Canuel          | Canada                   | 33:07.97 | + 2:54.48  |
| 15                               | 19        | Omer Shapira              | Israel                   | 33:15.84 | + 3:02.35  |
| 16                               | 12        | Alena Amjaljusik          | Hviderusland             | 33:21.41 | + 3:07.92  |
| 17                               | 8         | Emma Norsgaard Jørgensen  | Danmark                  | 33:50.18 | + 3:36.69  |
| 18                               | 23        | Anna Shackley             | Storbritannien           | 34:13.60 | + 4:00.11  |
| 19                               | 24        | Julie Van de Velde        | Belgien                  | 34:23.49 | + 4:10.00  |
| 20                               | 18        | Katrine Aalerud           | Norge                    | 34:33.38 | + 4:19.89  |
| 21                               | 17        | Christine Majerus         | Luxembourg               | 34:34.13 | + 4:20.64  |
| 22                               | 21        | Eri Yonamine              | Japan                    | 34:34.97 | + 4:21.48  |
| 23                               | 16        | Margarita Victoria García | Spanien                  | 34:39.96 | + 4:26.47  |
| 24                               | 11        | Anna Plichta              | Polen                    | 34:56.95 | + 4:43.46  |
| 25                               | 25        | Masomah Ali Zada          | Olympiske flygtningehold | 44:04.31 | + 13:50.82 |

## Deltagere
| Holland NED | Holland NED          | Holland NED |
| ----------- | -------------------- | ----------- |
| Nr.         | Rytter               | Placering   |
| 1           | Anna van der Breggen | 3.          |

| USA USA | USA USA      | USA USA   |
| ------- | ------------ | --------- |
| Nr.     | Rytter       | Placering |
| 2       | Chloé Dygert | 7.        |

| Schweiz SUI | Schweiz SUI    | Schweiz SUI |
| ----------- | -------------- | ----------- |
| Nr.         | Rytter         | Placering   |
| 3           | Marlen Reusser | 2.          |

| Tyskland GER | Tyskland GER   | Tyskland GER |
| ------------ | -------------- | ------------ |
| Nr.          | Rytter         | Placering    |
| 4            | Lisa Brennauer | 6.           |

| Australien AUS | Australien AUS | Australien AUS |
| -------------- | -------------- | -------------- |
| Nr.            | Rytter         | Placering      |
| 5              | Grace Brown    | 4.             |

| Holland NED | Holland NED          | Holland NED |
| ----------- | -------------------- | ----------- |
| Nr.         | Rytter               | Placering   |
| 6           | Annemiek van Vleuten | 1.          |

| Italien ITA | Italien ITA | Italien ITA |
| ----------- | ----------- | ----------- |
| Nr.         | Rytter      | Placering   |
| 7           | Amber Neben | 5.          |

| Danmark DEN | Danmark DEN    | Danmark DEN |
| ----------- | -------------- | ----------- |
| Nr.         | Rytter         | Placering   |
| 8           | Emma Norsgaard | 17.         |

| Italien ITA | Italien ITA          | Italien ITA |
| ----------- | -------------------- | ----------- |
| Nr.         | Rytter               | Placering   |
| 9           | Elisa Longo Borghini | 10.         |

| Sydafrika RSA | Sydafrika RSA          | Sydafrika RSA |
| ------------- | ---------------------- | ------------- |
| Nr.           | Rytter                 | Placering     |
| 10            | Ashleigh Moolman-Pasio | 8.            |

| Polen POL | Polen POL    | Polen POL |
| --------- | ------------ | --------- |
| Nr.       | Rytter       | Placering |
| 11        | Anna Plichta | 24.       |

| Hviderusland BLR | Hviderusland BLR | Hviderusland BLR |
| ---------------- | ---------------- | ---------------- |
| Nr.              | Rytter           | Placering        |
| 12               | Alena Amjaljusik | 16.              |

| Frankrig FRA | Frankrig FRA    | Frankrig FRA |
| ------------ | --------------- | ------------ |
| Nr.          | Rytter          | Placering    |
| 13           | Juliette Labous | 9.           |

| Tyskland GER | Tyskland GER | Tyskland GER |
| ------------ | ------------ | ------------ |
| Nr.          | Rytter       | Placering    |
| 14           | Lisa Klein   | 13.          |

| Canada CAN | Canada CAN     | Canada CAN |
| ---------- | -------------- | ---------- |
| Nr.        | Rytter         | Placering  |
| 15         | Leah Kirchmann | 12.        |

| Spanien ESP | Spanien ESP | Spanien ESP |
| ----------- | ----------- | ----------- |
| Nr.         | Rytter      | Placering   |
| 16          | Mavi García | 23.         |

| Luxembourg LUX | Luxembourg LUX    | Luxembourg LUX |
| -------------- | ----------------- | -------------- |
| Nr.            | Rytter            | Placering      |
| 17             | Christine Majerus | 21.            |

| Norge NOR | Norge NOR       | Norge NOR |
| --------- | --------------- | --------- |
| Nr.       | Rytter          | Placering |
| 18        | Katrine Aalerud | 20.       |

| Israel ISR | Israel ISR   | Israel ISR |
| ---------- | ------------ | ---------- |
| Nr.        | Rytter       | Placering  |
| 19         | Omer Shapira | 15.        |

| Australien AUS | Australien AUS | Australien AUS |
| -------------- | -------------- | -------------- |
| Nr.            | Rytter         | Placering      |
| 20             | Sarah Gigante  | 11.            |

| Japan JPN | Japan JPN    | Japan JPN |
| --------- | ------------ | --------- |
| Nr.       | Rytter       | Placering |
| 21        | Eri Yonamine | 22.       |

| Canada CAN | Canada CAN       | Canada CAN |
| ---------- | ---------------- | ---------- |
| Nr.        | Rytter           | Placering  |
| 22         | Karol-Ann Canuel | 14.        |

| Storbritannien GBR | Storbritannien GBR | Storbritannien GBR |
| ------------------ | ------------------ | ------------------ |
| Nr.                | Rytter             | Placering          |
| 23                 | Anna Shackley      | 18.                |

| Belgien BEL | Belgien BEL        | Belgien BEL |
| ----------- | ------------------ | ----------- |
| Nr.         | Rytter             | Placering   |
| 24          | Julie Van de Velde | 19.         |

| Det olympiske flygtningehold EOR | Det olympiske flygtningehold EOR | Det olympiske flygtningehold EOR |
| -------------------------------- | -------------------------------- | -------------------------------- |
| Nr.                              | Rytter                           | Placering                        |
| 25                               | Masomah Ali Zada                 | 25.                              |

| Holland NED | Holland NED          | Holland NED |
| ----------- | -------------------- | ----------- |
| Nr.         | Rytter               | Placering   |
| 1           | Anna van der Breggen | 3.          |

| USA USA | USA USA      | USA USA   |
| ------- | ------------ | --------- |
| Nr.     | Rytter       | Placering |
| 2       | Chloé Dygert | 7.        |

| Schweiz SUI | Schweiz SUI    | Schweiz SUI |
| ----------- | -------------- | ----------- |
| Nr.         | Rytter         | Placering   |
| 3           | Marlen Reusser | 2.          |

| Tyskland GER | Tyskland GER   | Tyskland GER |
| ------------ | -------------- | ------------ |
| Nr.          | Rytter         | Placering    |
| 4            | Lisa Brennauer | 6.           |

| Australien AUS | Australien AUS | Australien AUS |
| -------------- | -------------- | -------------- |
| Nr.            | Rytter         | Placering      |
| 5              | Grace Brown    | 4.             |

| Holland NED | Holland NED          | Holland NED |
| ----------- | -------------------- | ----------- |
| Nr.         | Rytter               | Placering   |
| 6           | Annemiek van Vleuten | 1.          |

| Italien ITA | Italien ITA | Italien ITA |
| ----------- | ----------- | ----------- |
| Nr.         | Rytter      | Placering   |
| 7           | Amber Neben | 5.          |

| Danmark DEN | Danmark DEN    | Danmark DEN |
| ----------- | -------------- | ----------- |
| Nr.         | Rytter         | Placering   |
| 8           | Emma Norsgaard | 17.         |

| Italien ITA | Italien ITA          | Italien ITA |
| ----------- | -------------------- | ----------- |
| Nr.         | Rytter               | Placering   |
| 9           | Elisa Longo Borghini | 10.         |

| Sydafrika RSA | Sydafrika RSA          | Sydafrika RSA |
| ------------- | ---------------------- | ------------- |
| Nr.           | Rytter                 | Placering     |
| 10            | Ashleigh Moolman-Pasio | 8.            |

| Polen POL | Polen POL    | Polen POL |
| --------- | ------------ | --------- |
| Nr.       | Rytter       | Placering |
| 11        | Anna Plichta | 24.       |

| Hviderusland BLR | Hviderusland BLR | Hviderusland BLR |
| ---------------- | ---------------- | ---------------- |
| Nr.              | Rytter           | Placering        |
| 12               | Alena Amjaljusik | 16.              |

| Frankrig FRA | Frankrig FRA    | Frankrig FRA |
| ------------ | --------------- | ------------ |
| Nr.          | Rytter          | Placering    |
| 13           | Juliette Labous | 9.           |

| Tyskland GER | Tyskland GER | Tyskland GER |
| ------------ | ------------ | ------------ |
| Nr.          | Rytter       | Placering    |
| 14           | Lisa Klein   | 13.          |

| Canada CAN | Canada CAN     | Canada CAN |
| ---------- | -------------- | ---------- |
| Nr.        | Rytter         | Placering  |
| 15         | Leah Kirchmann | 12.        |

| Spanien ESP | Spanien ESP | Spanien ESP |
| ----------- | ----------- | ----------- |
| Nr.         | Rytter      | Placering   |
| 16          | Mavi García | 23.         |

| Luxembourg LUX | Luxembourg LUX    | Luxembourg LUX |
| -------------- | ----------------- | -------------- |
| Nr.            | Rytter            | Placering      |
| 17             | Christine Majerus | 21.            |

| Norge NOR | Norge NOR       | Norge NOR |
| --------- | --------------- | --------- |
| Nr.       | Rytter          | Placering |
| 18        | Katrine Aalerud | 20.       |

| Israel ISR | Israel ISR   | Israel ISR |
| ---------- | ------------ | ---------- |
| Nr.        | Rytter       | Placering  |
| 19         | Omer Shapira | 15.        |

| Australien AUS | Australien AUS | Australien AUS |
| -------------- | -------------- | -------------- |
| Nr.            | Rytter         | Placering      |
| 20             | Sarah Gigante  | 11.            |

| Japan JPN | Japan JPN    | Japan JPN |
| --------- | ------------ | --------- |
| Nr.       | Rytter       | Placering |
| 21        | Eri Yonamine | 22.       |

| Canada CAN | Canada CAN       | Canada CAN |
| ---------- | ---------------- | ---------- |
| Nr.        | Rytter           | Placering  |
| 22         | Karol-Ann Canuel | 14.        |

| Storbritannien GBR | Storbritannien GBR | Storbritannien GBR |
| ------------------ | ------------------ | ------------------ |
| Nr.                | Rytter             | Placering          |
| 23                 | Anna Shackley      | 18.                |

| Belgien BEL | Belgien BEL        | Belgien BEL |
| ----------- | ------------------ | ----------- |
| Nr.         | Rytter             | Placering   |
| 24          | Julie Van de Velde | 19.         |

| Det olympiske flygtningehold EOR | Det olympiske flygtningehold EOR | Det olympiske flygtningehold EOR |
| -------------------------------- | -------------------------------- | -------------------------------- |
| Nr.                              | Rytter                           | Placering                        |
| 25                               | Masomah Ali Zada                 | 25.                              |